# Symon Petlioura
Vous lisez un « bon article » labellisé en 2011.
 (février 2025).
Symon Petlioura (en ukrainien : Симон Васильович Петлюра / Symon Vasyl'ovytch Petlioura) est un homme d'État et journaliste ukrainien né à Poltava le 22 mai 1879 et mort assassiné à Paris (6e arrondissement) le 25 mai 1926. Il fut l'un des personnages les plus importants du mouvement national, le commandant suprême de l'Armée et le troisième président de la République populaire ukrainienne.
Homme de lettres, il fut l'une des figures du mouvement national ukrainien au début du XXe siècle. Autonomiste puis indépendantiste, Symon Petlioura participa à la formation d'une armée ukrainienne et lutta contre le bolchevisme et l'Armée blanche durant la révolution russe. Vaincu, il partit à l'étranger et dirigea le gouvernement ukrainien en exil.
Les pogroms qui se déroulèrent sur le territoire ukrainien à cette époque et le motif de son assassinat sont à l'origine d'une vive controverse sur sa personne. De ce fait, Symon Petlioura occupe une place particulière dans l'histoire des relations ukraino-juives.

## Biographie

### Jeunesse, activité politique et intellectuelle
Issu d'une famille cosaque orthodoxe, Symon Petlioura naquit en 1879 en Russie impériale, dans la ville ukrainienne de Poltava. Il fut le troisième fils d'une famille de neuf enfants (quatre garçons et cinq filles). Ses parents, Vassyl Petlioura et sa femme Olha (née Martchenko), étaient de condition relativement modeste et possédaient une petite entreprise de location de voitures. Il fut le seul à faire des études, non pas au collège faute de moyens, mais dans un établissement religieux.
À l'âge de 16 ans, en 1895, il étudia au séminaire de la ville, mais en fut exclu en 1901 pour avoir rejoint un mouvement clandestin auquel il adhéra en 1898, nommé hromada. Apparue en 1860, cette organisation était une association culturelle de l'intelligentsia ukrainienne composée d'étudiants de tendance socialiste se voulant proches du peuple. Dès lors, Symon Petlioura continua de préparer ses examens par ses propres moyens, donnant des cours pour gagner sa vie. À partir de 1900 il fut par ailleurs un membre actif et l'un des fondateurs du Parti révolutionnaire ukrainien (Революційна Українська Партія). En 1902, alors sous la menace d'arrestation, il partit pour Krasnodar dans le Kouban, où il devint instituteur dans une école puis travailla durant deux ans comme archiviste des cosaques du Kouban. En décembre 1903, Symon Petlioura fut arrêté à la fois pour son engagement dans la section locale du Parti révolutionnaire ukrainien de Krasnodar, la Vilna Hromada (société libre), et pour la publication à l'extérieur de l'Empire, dans la presse ukrainienne, d'articles antitsaristes. Il fut libéré en mars 1904.
Il se rendit alors à Kiev puis à Lviv dans l'Empire Austro-hongrois, où il vécut sous le nom de Sviatoslav Tagon. Il publia et travailla avec Ivan Franko et Volodymyr Hnatiouk comme rédacteur en chef pour le journal Literaturno-Naukovy Zbirnyk (la Collection Scientifique-littéraire) de la Société scientifique Chevtchenko. Symon Petlioura participa aussi en tant que coéditeur au magazine Volya et contribua à de nombreux articles pour la presse ukrainienne de Galicie. À la fin de l'année 1905, lorsque le Parti révolutionnaire ukrainien prit le nom de Parti ouvrier social-démocrate ukrainien (Українська соціал-демократична робітнича партія), Symon Petlioura faisait déjà partie de ses dirigeants, au côté de Volodymyr Vynnytchenko notamment. Contrairement à ce dernier, Symon Petlioura représente le courant du Parti privilégiant en premier lieu l'émancipation nationale, la cause sociale et d'égalité entre les citoyens de l'Ukraine pouvant être conduite ensuite. Dans le même temps, Symon Petlioura fut conscient des dangers du nationalisme montant et écrivait dès janvier 1906 que son Parti devait lutter contre le chauvinisme. Il mit en garde les Ukrainiens de Galicie contre l'utilisation de thèmes purement nationalistes dans la lutte pour la justice sociale .

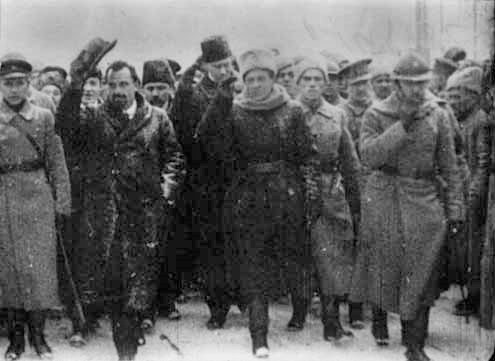
Symon Petlioura au centre de la photo et Volodymyr Vynnytchenko à sa droite.

Durant cette période, il retourna brièvement à Kiev puis se rendit dans la capitale russe de Saint-Pétersbourg pour publier la revue mensuelle sociale-démocrate Vil’na Ukrayina (L'Ukraine libre). Après censure de ce magazine, il se retira à Kiev et travailla pour le magazine Rada (Le Conseil). De 1907 à 1909 Symon Petlioura devint le rédacteur en chef du magazine littéraire Slovo (Le Mot) et le coéditeur d'Ukrayina (L'Ukraine). Parmi ses nombreuses lectures d'alors, on peut citer les œuvres de Taras Chevtchenko ou encore les écrits de Karl Marx.
En 1909, les autorités russes censurèrent ses publications. Symon Petlioura dut quitter Kiev et se rendre à Moscou où il travailla brièvement comme comptable. C'est à cette période, à l'âge de 30 ans, qu'il se maria avec Olha Bilska avec qui il eut une fille, Lesia, en 1911. Plus tard, en 1912, il devint coéditeur du journal en langue russe Ukrainskaya zhizn’ (La vie Ukrainienne) jusqu'en mai 1917. Symon Petlioura fut par ailleurs, de 1916 jusqu'au début de l'année 1917, député plénipotentiaire au comité d'aide pour le front occidental russe. Au cours de cette période, une loge maçonnique nommée « Jeune Ukraine » fut constituée. Symon Petlioura fut l'un de ses membres avant de devenir en avril 1919 Grand Maître de la Grande Loge d'Ukraine jusqu'en 1922,.

### De la proclamation d'indépendance au renversement de l'Hetmanat
La lutte d'indépendance ukrainienne est indissociable du rôle qu'a joué à cette période Symon Petlioura. En mai 1917, dans le cadre d'un congrès, un comité général militaire fut élu avec à sa tête Symon Petlioura. À la proclamation du Conseil central ukrainien le 28 juin 1917, il devint premier secrétaire aux Affaires militaires. D'abord observatrice, la Rada centrale décida finalement de participer aux pourparlers de Brest-Litovsk le 28 décembre 1917. En désaccord, Symon Petlioura démissionna le 31 décembre du gouvernement et partit organiser le bataillon des haïdamaks de l'Ukraine Slobode. Ce bataillon joua un rôle essentiel contre l'Arsenal en janvier 1918, une usine de munition qui fut le centre d'une insurrection bolchevique armée dans la capitale, pour renverser le gouvernement ukrainien de la Rada Centrale. Il repoussa par ailleurs l'Armée rouge en janvier-février 1918 de Kiev. L'indépendance totale de l'Ukraine fut proclamée le 22 janvier 1918.
En avril 1918, Symon Petlioura fut à la tête de l'administration de la province de Kiev et de l'Union des provinces d'Ukraine. Quelque temps après le coup d'État du 29 avril 1918 conduit par le général Pavlo Skoropadsky avec le soutien de l'Empire allemand et de l'Empire austro-hongrois, en juillet 1918, Symon Petlioura fut arrêté et incarcéré. Les administrations des provinces étaient hostiles au gouvernement de l'hetman Skoropadsky qui s'assura du contrôle de ces dernières, Symon Petlioura fut libéré quatre mois plus tard et rejoint l'opposition à Bila Tserkva. L'Union Nationale Ukrainienne créa le Directoire (seconde période de la République populaire ukrainienne) pour supprimer et remplacer l'Hetmanat (nom du gouvernement de Skoropadsky). Vynnytchenko en devint le président le 13 novembre 1918 et Symon Petlioura l'otaman en chef (ministre de la guerre). L'hetman Skoropadsky fut renversé le 14 décembre 1918 et la République populaire ukrainienne restaurée le 19 décembre 1918. Mais, plus tard, désemparé face à l'agression de l'Armée rouge et à la retraite de l'armée ukrainienne de Kiev, Vynnytchenko démissionna et fut remplacé par Symon Petlioura le 11 février 1919. L'Entente associa à tort le mouvement national ukrainien, largement représenté par des Partis socialistes, à un groupuscule bolchévique. Symon Petlioura démissionna de son Parti politique, tout comme le fit son premier ministre du moment Serhy Ostapenko, pour pouvoir négocier un accord avec celle-ci.

### De la prise de Kiev par l'Armée rouge à l'alliance avec la Pologne
En février 1919, l'Armée rouge prit Kiev, abandonnée par le gouvernement du Directoire. Dans une atmosphère chaotique, de nombreux soulèvements de paysans eurent lieu en Ukraine, menés par l'anarchiste Makhno, ou encore par l'otaman Grygoriev successivement allié de Petlioura, des bolcheviques et des forces blanches du Général Dénikine. C'est dans ce chaos que de nombreux pogroms furent perpétrés en Ukraine, dont certains par des troupes de l'UNR encore sous la responsabilité de Symon Petlioura (près de la moitié selon plusieurs sources). Pour y faire face, Symon Petlioura prit plusieurs mesures, y compris la peine de mort. Le gouvernement du Directoire se déplaça tout d'abord à Vinnytsia, puis à Kamianets-Podilsky (Podolie), qui resta le seul territoire réellement contrôlé par les troupes restées fidèles à Symon Petlioura.

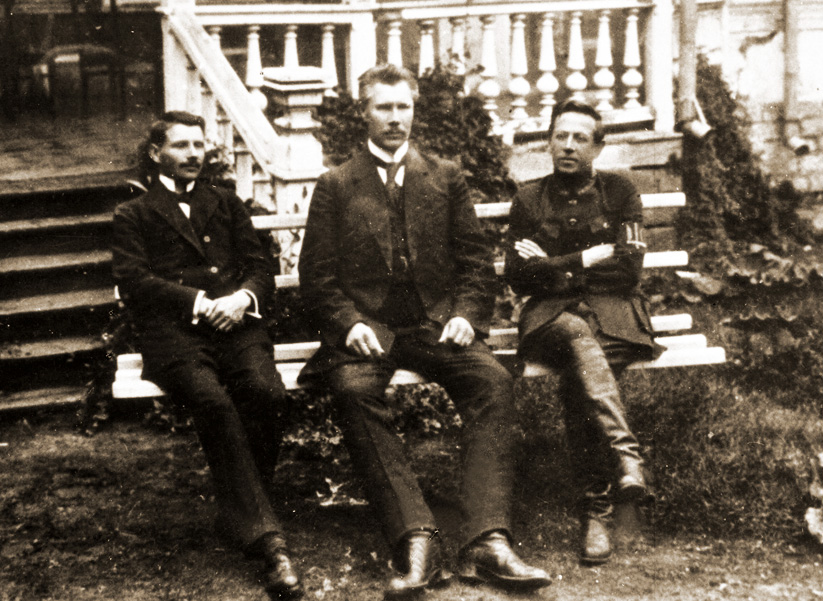
Membres du Directoire d'Ukraine, Petlioura avec Fedir Chvets et Andriy Makarenko en 1919.

Petlioura, qui commandait l'Armée populaire ukrainienne, la joignit à l'Armée ukrainienne de Galicie (UHA) pour combattre l'Armée blanche et l'Armée rouge. Il dut également lutter contre les anarchistes de Nestor Makhno, alliés dans un premier temps à l'Armée rouge. Symon Petlioura, qui fut toujours favorable à une coopération avec les pays de l'Entente, espérait obtenir le soutien de la France lors de son intervention, mais en vain. Le 5 décembre 1919, l'Armée ukrainienne se retrouva encerclée en Volhynie par tous les protagonistes, y compris par les troupes polonaises. Après que l'UHA, hostile à toute entente avec la Pologne, eut établi une alliance séparée avec l'Armée blanche, Petlioura qui désapprouva cette démarche, eut la possibilité de son côté d'ouvrir des négociations avec la Pologne.

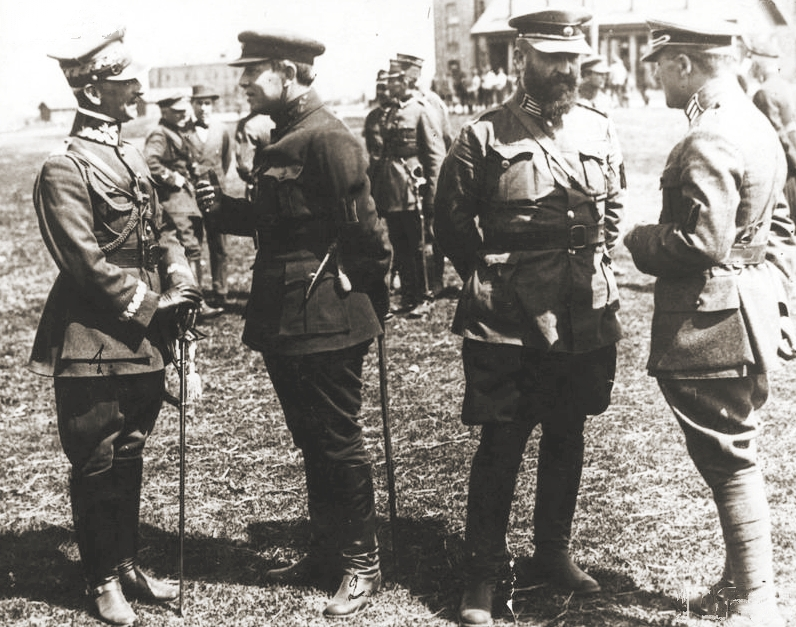
Avec des officiers polonais, son colonel Marko Bezroutchko de dos, pendant l'opération Kiev (1920).

Il quitta l'Ukraine avec certains membres de son gouvernement pour Varsovie dans l'espoir de trouver un soutien militaire. En attendant, Symon Petlioura ordonna d'entamer la Première campagne d'hiver. Il s'agissait d'offensives lancées par l'Armée populaire ukrainienne derrière les lignes des Armées blanches et rouges du 6 décembre 1919 au 6 mai 1920. Mais l'Armée rouge finit par occuper une grande partie de l'Ukraine et Symon Petlioura conclut une alliance avec la Pologne.
C'est à cette période, par le traité de Varsovie signé le 22 avril 1920,, que Józef Piłsudski et Symon Petlioura conclurent l'accord reconnaissant l'indépendance de l'Ukraine et arrêtant les frontières des États ukrainien et polonais. Ce traité cédait à la Pologne les régions ukrainiennes situées à l'Ouest de la rivière Zbroutch (Galicie et Volhynie). Par ailleurs, l'accord prévoyait de préserver les possessions des propriétaires terriens polonais en Ukraine, tandis que celles de leurs homologues russes devaient être distribuées parmi les paysans. Le traité fut ensuite complété par un accord militaire signé le 24 avril, plaçant les troupes de Petlioura sous commandement de l'armée Polonaise en vue de la prochaine Offensive de Kiev contre les bolchéviques.
Cet accord rencontra l'hostilité de nombreux Ukrainiens condamnant la cession de l'Ukraine occidentale à la Pologne. Mykhaïlo Hrouchevsky et Yevhen Petrouchevytch, dénoncèrent notamment ce traité. Les quelque 5 000 survivants de l'Armée ukrainienne de Galicie préférèrent alors joindre l'Armée rouge, à l'instar des soviétiques ukrainiens. Aux côtés du maréchal Piłsudski, Symon Petlioura, chef des armées, participa à l'Opération Kiev dont le but était, pour Piłsudski, de créer une « Grande Pologne » (Fédération Międzymorze), comprenant l'Ukraine, la Lituanie et le Bélarus. Une offensive conjointe fut entamée le 25 avril 1920. Les forces polono-ukrainiennes prirent Kiev le 7 mai 1920, mais furent contraintes de s'en retirer en juin. Face à la contre-offensive des troupes soviétiques, la Pologne conclut un armistice avec cette dernière le 12 octobre 1920.
Par la suite, Petlioura continua la guerre contre les bolcheviks, sans aide polonaise. Les troupes ukrainiennes furent contraintes de quitter le pays le 21 novembre 1920 et furent internées dans des camps en Pologne. Les dirigeants de la République populaire ukrainienne partirent en exil. L'Ukraine fut partagée entre la Pologne et la Russie communiste. Seules perdurèrent jusqu'en 1924 diverses révoltes, notamment la Seconde campagne d'hiver qui se déroula en novembre 1921, essentiellement constituée de partisans et de détachements volontaires (soldats qui étaient internés en Pologne) et dont l'objectif des raids derrière les lignes bolcheviques était d'unifier les opérations de partisans et de balayer le régime soviétique du territoire ukrainien.

### L'exil

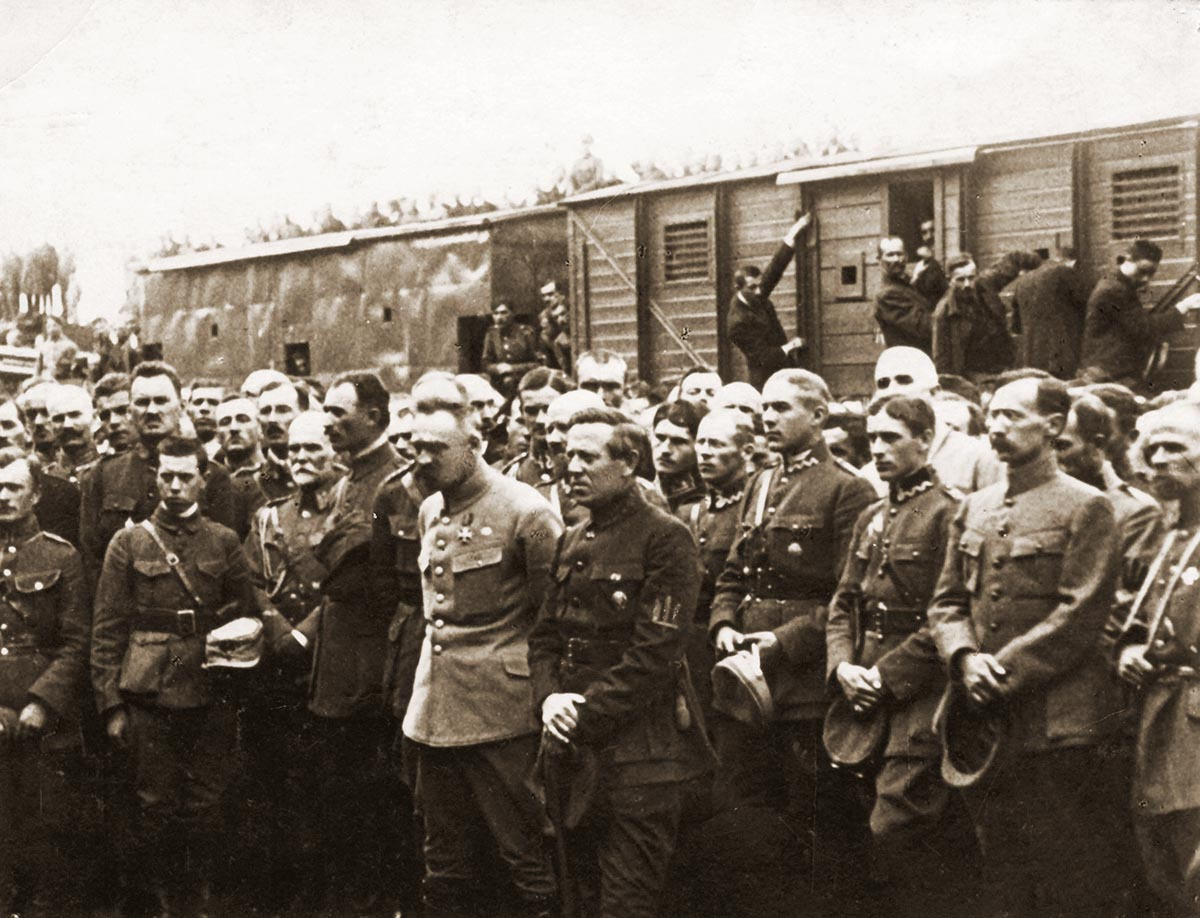
Simon Petlioura et Józef Piłsudski accompagnés de leurs officiers à Ivano-Frankivsk en septembre 1920.

Symon Petlioura quitta définitivement l'Ukraine en octobre 1920, la République socialiste soviétique ukrainienne ayant été proclamée. À ce moment, Symon Petlioura et ses forces furent internés par les Polonais à Kalisz. Plus tard, il dirigea le gouvernement ukrainien en exil à Tarnów, puis à Varsovie.
Au cours de cet exil, en août 1921, Petlioura prit contact avec le leader de la droite sioniste Vladimir Jabotinsky et lui proposa une gendarmerie pour protéger les Juifs lors d'une prochaine reconquête de l'Ukraine. Un accord suivit en septembre 1921, mais le projet ne se réalisa pas. À la suite de cette affaire, Jabotinsky dut démissionner de l'Organisation sioniste mondiale. Les représentants de Petlioura conclurent également un accord avec Boris Savinkov durant cette même période, dans le cadre plus large des alliances avec la Pologne.
La Russie soviétique n'avait de cesse de réclamer Petlioura aux autorités polonaises. Il était néanmoins protégé par plusieurs amis polonais et collègues comme Henryk Józewski, ce qui n'empêcha pas les services secrets soviétiques de tenter de l'assassiner (automne 1923). L'établissement des relations diplomatiques entre la Pologne et l'Union soviétique contraignit Symon Petlioura à quitter ce pays en 1923. Il échappa à son internement grâce à un nom d'emprunt. Il rejoignit alors Budapest, Vienne, Zurich, Genève et s'installa finalement à Paris en 1924.
Dans la capitale française, Symon Petlioura continua de lutter pour l'indépendance de l'Ukraine, en publiant plusieurs journaux et magazines, notamment l’hebdomadaire Tryzub (Trident) sous divers pseudonymes (V. Marchenko, V. Salevsky, I. Rokytsky, S. Prosvitianyn, O. Riast). Vivant dans des conditions modestes, rue Thénard, il continua de diriger le gouvernement ukrainien en exil. Jusqu'à son assassinat, il exerça une grande influence auprès des milieux socialistes modérés des émigrés politiques ukrainiens.

### L'assassinat

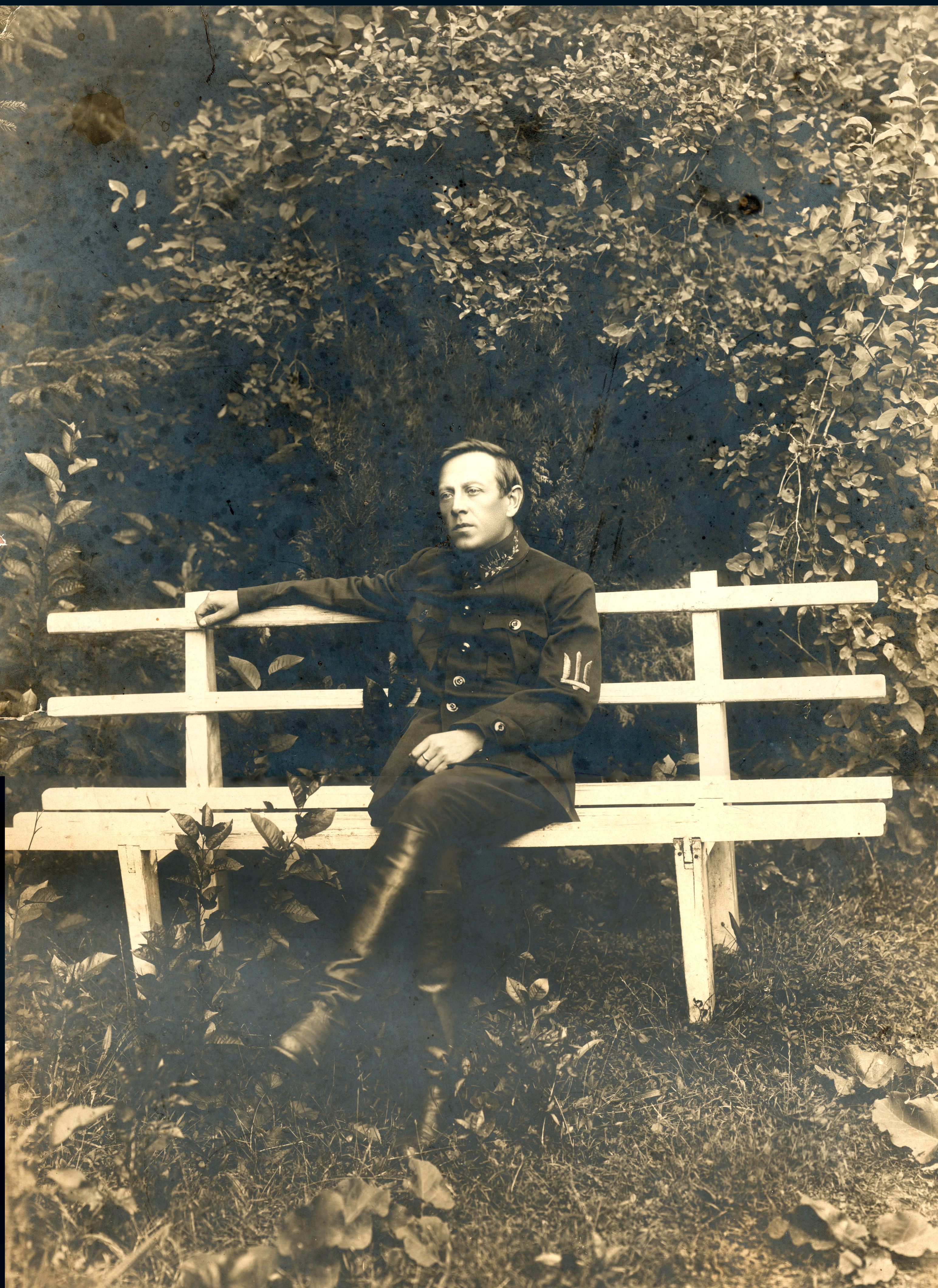
Simon Petlioura à Kamianetz-Podilsk en 1919.

Symon Petlioura est assassiné le 25 mai 1926 rue Racine à Paris par Samuel Schwartzbard, un anarchiste juif natif de Bessarabie. Ce dernier tire sept balles, dont cinq atteignent Symon Petlioura. Il justifie son acte en affirmant vouloir venger ses coreligionnaires d'Ukraine, assassinés lors de pogroms, lancés selon lui par Simon Petlioura en 1919.
La médiatisation du procès fut à l'origine de la fondation de la Ligue contre les pogroms, ancêtre direct de la LICRA. Les débats furent présidés par Me Flory. Samuel Schwartzbard fut défendu par Me Henry Torrès, un avocat ancien membre du Parti communiste. Celui-ci se rendait régulièrement à l’ambassade soviétique : la presse française en a parlé en 1926, très ouvertement (en particulier Le Figaro). L'avocat général, M. Reynaud, soutint l'accusation. La partie civile fut représentée par Me César Campinchi, futur député et ministre radical-socialiste. Le général Georges Petlioura, frère de la victime, se porta partie civile et fut représenté par Me Albert Willm, ancien député socialiste, devenu très conservateur.
Schwartzbard obtint le soutien de L'Humanité, tandis que L'Action française et L'Écho de Paris dénoncèrent Schwartzbard comme un agent bolchévique, accusation reprise par l'ancien directeur de la CIA, Allen Dulles, selon lequel Samuel Schwartzbard était un agent au service des Soviétiques. Après neuf jours de procès, le tribunal et ses jurés, à 8 voix contre 4 selon les bruits de couloir, acquittèrent Samuel Schwartzbard le 26 octobre 1927 au motif qu'il avait vengé les pogroms, tandis qu'aucun des chercheurs juifs et ukrainiens n'a relevé le moindre antisémitisme chez Symon Petlioura. Il était au contraire favorable à l'émancipation des Juifs, souligne l'historien Walter Laqueur. Certains historiens, comme Léon Poliakov, considèrent que la médiatisation du procès est essentiellement due à la propagande du Komintern, qui avait tout intérêt à ce que Symon Petlioura soit considéré coupable pour mieux légitimer l'invasion de l'Ukraine.
Les véritables motivations de Samuel Schwartzbard mises de côté, l'assassinat fut commandité par l'OGPU,,. Dans une lettre datée du 11 août 1930, Lavrenti Beria soulignera lui-même l'implication des autorités soviétiques. Certains historiens notent que cet assassinat pourrait être lié au retour de Pilsudski au pouvoir en Pologne, les autorités soviétiques voulant se prémunir contre toute nouvelle alliance,. En 1928, deux des sœurs de Symon Petlioura, religieuses dans un couvent orthodoxe, furent assassinées par la Guépéou. Symon Petlioura est enterré au cimetière du Montparnasse à Paris ; en Ukraine, il est aujourd'hui considéré comme un héros national.

## Petlioura et les pogroms
L'accusation au cours du procès portée par l'assassin à l'encontre de Symon Petlioura d'une part, et d'autre part les pogroms perpétrés par des troupes ukrainiennes, sont à l'origine d'une vive controverse sur le rôle de l'otaman dans ces crimes. L'autre reproche qui lui est fait est son influence qui finit par reposer, en grande partie, sur des chefs de guerre en fait incontrôlables. Petlioura tenta vainement de les maîtriser mais il ne réussit pas à le faire, empêché par ces armées irrégulières nombreuses et l'isolement de son appareil administratif. Cette interprétation a été contestée, dans sa déposition au procès de Samuel Schwartzbard en 1927, par Me Goldstein, opposant déclaré au régime soviétique et ancien Président de la Commission d'enquête sur les pogromes d'Ukraine qui a fonctionné à Kiev au premier semestre 1919.
Selon différentes estimations, de 60 000 à 120 000 Juifs furent victimes des pogroms en Ukraine,, sans compter les blessés. 78 % des pogroms de la révolution russe se sont déroulés en Ukraine. 40 % de ces pogroms sont attribués à l'Armée populaire ukrainienne. L'ampleur des pogroms marqua les consciences. Aussi un ministre juif de Petlioura, Arnold Margolin, démissionna après le pogrom de Proskourov en mars 1919, mais il n'en continua pas moins de défendre l'otaman contre l'accusation d'antisémitisme dont il devint l'objet. Il déclara que le gouvernement ukrainien ne pouvait être tenu responsable de ce pogrom en estimant qu'il fit tout son possible pour l'empêcher.

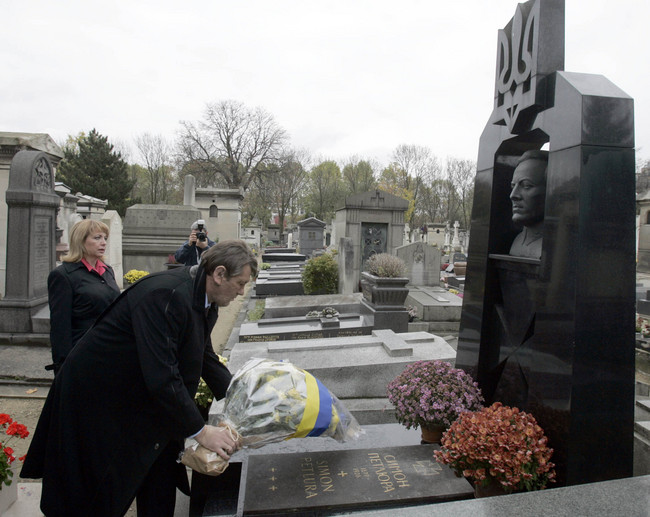
Le président ukrainien Viktor Iouchtchenko et sa femme déposant une gerbe de fleurs sur la tombe de Symon Petlioura au cimetière du Montparnasse à Paris, en mai 2005.

Parmi les mesures prises par Symon Petlioura pour faire face aux pogroms, il y eut la peine de mort. Plusieurs cosaques furent fusillés pour cela à Tolny, Vakhorivka et en d'autres lieux. Petlioura entreprit la réforme de son armée durant les mois de mai et juin 1919. Des unités de volontaires incertaines furent également dissoutes. Pour mettre fin aux pogroms et à leur incitation, Petlioura créa une inspection militaire avec à sa tête le colonel Volodymyr Kedrovsky. Il encouragea par ailleurs la formation de milices juives d'autodéfense. Mais le Bund, organisation avec laquelle les relations étaient fluctuantes, s'y opposa, notamment pour des raisons idéologiques.
Devant l'émotion suscitée en Europe de l'Ouest par ces massacres, Petlioura affirme que « ce sont les bolcheviks qui ont fusillé et continuent à fusiller la population juive », déclarant aussi : « Je ne sais rien de pogroms, de pillages et meurtres de masse de la population juive pacifique, et je n'admets même pas que cela ait pu avoir lieu ».
Les efforts pour combattre la violence visant la population juive furent salués lors de l'assemblée des comités de province de Podolie et des comités urbains du Poaleï-Zion qui se tint à Kamianets-Podilsky le 26 août 1919. Ceux-ci adoptèrent à l'unanimité une résolution en faveur de la participation des Juifs dans le gouvernement ukrainien reconnaissant que ce dernier et le commandant suprême s'opposaient fermement aux pogroms. Aussi, à l'été 1919 il y eut une amélioration et un rapprochement ukraino-juif. De nombreux représentants juifs eurent des entretiens avec Petlioura et exprimèrent leur solidarité et leur soutien à son égard comme la délégation de Meier Kleiderman, les rabbins avec Gutman, les sionistes avec Altman, les artisans avec Jakob Kreis ou encore le Parti socialiste unifié avec Elias Borhad.
Ironiquement, c'est au moment où les relations ukraino-juives s'améliorèrent que Petlioura fut décrit à l'étranger comme un antisémite. Face à la polémique, Petlioura proposa de lui-même aux représentants juifs qu'une commission d'enquête indépendante sur les pogroms soit faite. Dans une lettre datée du 20 octobre 1919, le célèbre écrivain Israël Zangwill, fondateur de l'Organisation juive territorialiste, accordait sa confiance à Petlioura, mais les autres représentants refusèrent d'y participer en évoquant la situation chaotique de l'Ukraine. Petlioura ne souscrivait pas aux accusations de l'époque à l'encontre des Juifs, selon lesquelles ils furent globalement pro-communistes.
Sur le plan personnel, Petlioura fut plutôt philosémite ; en témoigne son plaidoyer figurant dans la préface à la pièce de théâtre Les Juifs (de) de Tchiritov publié en 1907 à Kiev,. Les travaux de chercheurs juifs et ukrainiens portant sur cette période n'ont relevé aucune participation de sa part aux pogroms ni de tendances antisémites dans les propos et les publications de ce dernier. Symon Petlioura comptait plusieurs Juifs dans son gouvernement, tels Solomon Goldelman (Соломон Гольдельман), ministre des Minorités, ou Abraham Revutsky (Аврам Ревуцький), ministre des Affaires juives(tous deux membres du Parti socialiste juif Poaleï-Zion).
Pour autant, tout en sachant que Petlioura n'eut qu'une emprise partielle sur ses propres troupes, il lui fut reproché sa réaction tardive pour faire face aux pogroms. Durant le premier semestre 1919, il ne tint pas compte des demandes de sanction faites par les responsables civils du Directoire et ne réagit qu'en août 1919,. Henry Abramson souligne le fait que Petlioura ne prit pas de mesures suffisantes à ce sujet entre janvier et avril 1919. Petlioura fut à ce moment hésitant, du fait de nombreuses désertions dans l'armée, craignant que punir des responsables militaires ne conduisît à des mutineries. Par ailleurs, Peter Kerez affirme que Petlioura fit trop peu pour empêcher les pogroms anti-juifs et que ses propos contre les « excès » de violence antisémite furent destinés au public étranger.

## Postérité
La propagande et l'historiographie soviétiques dépeignirent Symon Petlioura comme un antisémite fanatique, un individu démoniaque. Cette image s'ancra dans les esprits, les informations sur le mouvement national ukrainien de l'époque étant peu connues et ses manifestations s'étant déroulées au cours d'une période agitée. Pourtant, les écrits de Symon Petlioura, au nombre de plusieurs milliers, contredisent ces allégations.
Le degré de responsabilité morale attribuable à Petlioura en tant que chef des armées dans les pogroms suscite toujours des débats entre historiens mais l'image que ces derniers donnent du personnage est bien différente. Hormis la position de Petlioura vis-à-vis des Juifs mise en évidence dans l'ouvrage Simon Petlioura et les Juifs de Taras Hunczak puis dans A prayer for the governement d'Henry Abramson, la figure du nationaliste extrême lui fut imputée à tort.
La mémoire de l'otaman fut notamment préservée et idéalisée par la diaspora ukrainienne jusqu'à l'effondrement de l'Union soviétique et l'indépendance de l'Ukraine. Dès lors Symon Petlioura fut réhabilité, dressé au rang de héros tandis que l'accès aux archives le concernant devenait effectif. Plusieurs monuments lui sont dédiés à travers le pays. À l'occasion du 130e anniversaire de sa naissance, une rue de la capitale a été rebaptisée en son honneur. En Ukraine, le nom de Symon Petlioura est indubitablement lié au combat du peuple ukrainien pour son indépendance. Au contraire, son nom figure au « Panthéon des grands massacreurs dans l'imaginaire des masses juives d'Europe de l'Est ».
Considéré par les autorités comme un héros national, Symon Petlioura est représenté par une statue à Vinnytsia. En janvier 2019, des membres du gouvernement inaugurent un bas-relief à son effigie à Kiev.

#### Sur Symon Petlioura
- Borys Martchenko, Simon Petlura, Paris, Bibliothèque ukrainienne Simon-Petlura, 1976.
- Alain Desroches, Le Problème ukrainien et Simon Petlura : le feu et la cendre, Paris, Nouvelles éditions latines, 1962.
- Jean de Tokary Tokarzewski Karaszewicz, Simon Petlura 10 mai 1879 - 25 mai 1926, Paris, France-Orient, 1927.
- Jean Pélissier, Ce qui s'est passé en Ukraine : justice au Garibaldi ukrainien, Petlioura, Paris, Librairie centrale des nationalités, 1919.

#### Sur le mouvement national
- Charles Dubreuil, Deux années en Ukraine 1917-1919, Paris, L'Harmattan, 2018.
- Iaroslav Lebedynsky, Ukraine une histoire en question, Paris, L'Harmattan, 2008.
- Iaroslav Lebedynsky, Les guerres d'indépendance de l'Ukraine, Chamalières, Lemme-Edit, 2016.
- Iaroslav Lebedynsky, Les États Ukrainiens 1917-1922, Paris, L'Harmattan, 2015.
- Jean Pélissier, La tragédie ukrainienne, Paris, Bibliothèque ukrainienne Simon-Petlura, 1988.

#### Sur les pogroms
- Lidia Miliakova, Le livre des pogroms : Antichambre d'un génocide. Ukraine, Russie, Biélorussie, 1917-1922, Calman-Lévy, 2010
- (en) Henry Abramson, A Prayer for the Government : Ukrainians and Jews in Revolutionary Times, 1917-1920, Cambridge, Harvard University Press, 1999
- Taras Hunczak, Symon Petlura et les Juifs, Paris, Bibliothèque ukrainienne Simon-Petlura, 1987